# エボリューション (全日本プロレス)
Evolution（エボリューション）は、プロレスのタッグ・チーム、ユニットである。全日本プロレスで活動する。2013年7月発足。LAST REVOLUTIONを母体としている。
なお、WWEにも同名のユニットが存在したが同名なのは偶然であり、双方の関連はない。

## 概要
全日本で活動していたユニット、ラスト・レボリューション（L/R）が、2013年6月30日付けでメンバー5名中3名が退団するために解散を決定。同ユニットの発足メンバーで中心メンバーであった諏訪魔とジョー・ドーリングにより、ラスト・レボリューションを母体として新タッグ（ユニット）として次シリーズに発足した。ラスト・レボリューションの解散決定時、ドーリングが諏訪魔とラスト・レボリューションを「進化」させた「エボリューション」（英語で進化の意）を発足させる意向を語っており、それを実現した実行した形である。
2016年1月3日のエボリューションプロデュース後楽園ホール大会を皮切りに、プロデュース興行をたびたび開催している。

## 略歴

### タッグチーム時代
2013年7月19日、2013サマー・アクション・シリーズの水戸市東町茨城県立スポーツセンター大会のメインイベントにて初めてエボリューションとして諏訪魔とジョーのタッグが試合を行った。潮崎豪&金丸義信と対戦し、21分10秒、ジョーがレボリューション・ボムからのエビ固めで金丸を沈めて勝利した。
10月22日、三条市栄体育館大会で、秋山準&潮崎豪の保持する世界タッグ王座に諏訪魔とジョーが挑戦。31分9秒、ジョーがレボリューション・ボムからエビ固めで潮崎をピンフォールし、王座を奪取した。諏訪魔はこれが世界タッグ王座初戴冠となり、また三冠ヘビー級王座を保持中であったために「五冠王」となった。
11月30日から12月8日に開催された世界最強タッグ決定リーグ戦にも同タッグでエントリー。12月8日の大阪ボディメーカー・コロシアム第二競技場での決勝戦に駒を進め、潮崎豪&宮原健斗のXceedと対戦。25分53秒、諏訪魔がラスト・ライドからの体固めで宮原から3カウントを奪い、優勝した。諏訪魔にとっては、これが初優勝となった。

### 暴力集団化・武装化
2014年2月16日、福岡大会で世界タッグ王座2度目の防衛戦を行い勝利した後、パンクラスMISSIONの佐藤光留が正式加入し、タッグチームからユニットへ文字通り「進化」した。7月27日には、予てより諏訪魔が勧誘していた青木篤志が加入し、8月9日の決起集会にて「暴力集団」化を宣言。
2015年5月31日のファン感謝デーにおいて、「武装化集団」化が完了。諏訪魔がバズーカ、青木がマシンガン、佐藤がギリースーツを装備し（当日いなかったジョーは手榴弾）、入場曲も銃声や爆発音が乱舞するものにさらに進化した。
10月23日、諏訪魔がともにパートナー不在であった宮原健斗とタッグを組み、世界最強タッグに出場。しかし、宮原がエボリューションに加入したわけではなく、リーグ戦優勝直後のセレモニーにて、宮原から差し出された握手を諏訪魔が蹴り飛ばし、青木、佐藤とともにいたぶり続けた。その直後に、2月からエボリューション加入を直訴していた野村直矢が正式加入。

### 混迷の時代
2016年1月3日、初のエボリューションプロデュース興行を開催。同月、諏訪魔が5度目の三冠ヘビー級王座を獲得するが、直後にアキレス腱断裂によりタイトルを返上、長期欠場に入る。さらに4月のチャンピオン・カーニバルにジョー、野村が出場予定だったが、ジョーの悪性脳腫瘍が発覚し、治療のため欠場。代わりに青木が初出場する。

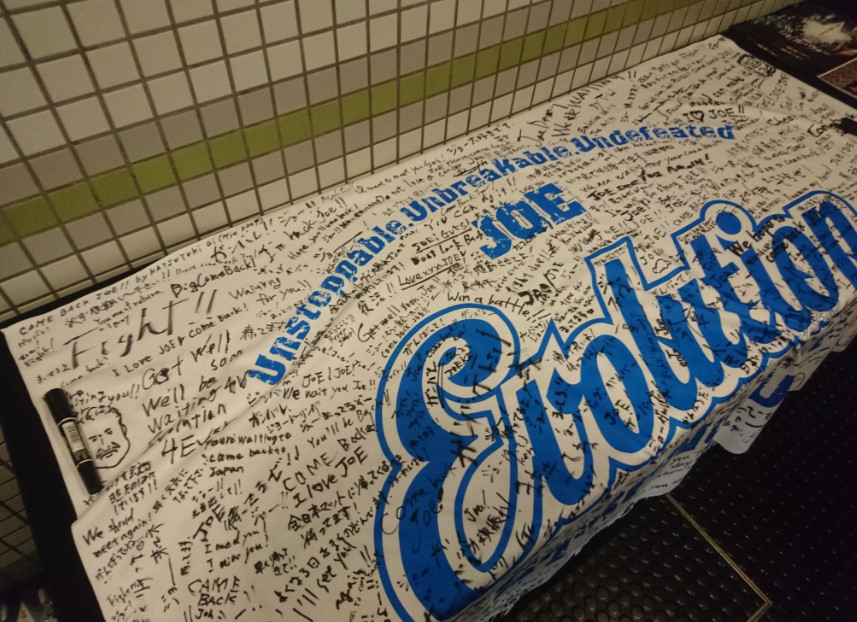
2016年4月24日、脳腫瘍に冒されたジョー・ドーリングへの応援フラッグ。

7月14日、諏訪魔が復帰。その2日後にはスーパータイガーが加入する。しかし、スーパータイガー加入に反発した佐藤が諏訪魔と険悪になる。また、野村も「エボリューションに入ったけど、自分はまったく成長していない」と脱退を表明。7月30日千葉大会にて野村は諏訪魔とのシングルマッチの後正式に脱退。一方、佐藤は8月6日新潟大会にて諏訪魔と和解。
2017年1月2日、ジョーが復帰。しかし、7月にはジョーが脱退を示唆、7月30日大阪大会で正式に脱退。さらに諏訪魔と佐藤の確執が再燃し、8月3日新木場大会での諏訪魔とのグラップリングマッチを経て、佐藤も決別（ただし青木とのタッグは継続）。スポット参戦者はいるものの、レギュラーは諏訪魔と青木のみとなってしまった。

### 戦力の充実 - 青木の急逝
2018年1月20日、岡田佑介がエボリューション入り志願を表明。諏訪魔や青木には当初突っぱねられたが、最終的に情熱が認められ加入。さらに藤田軍迎撃のため、諏訪魔は2月3日横浜大会にて和解した佐藤に再加入を呼びかけ、2月14日伊勢崎大会での一騎討ちを経て佐藤が再加入。
しかし2019年6月3日、青木がバイク事故で急逝。同年のJr. TAG BATTLE OF GLORYは、青木と佐藤のタッグで出場予定だったが、岡田の熱望により佐藤と岡田のコンビで出場し、エボリューションとして優勝を飾った。8月11日には青木の追悼興行が行われた。
2020年、負けが込んできた岡田に諏訪魔が激怒する事態が続き、7月13日の新木場1stRING大会でも敗北した岡田が現状打破のため脱退を宣言、諏訪魔も了承する。同日、20年ぶりに開催されたあすなろ杯争奪リーグ戦最終戦で田村男児が優勝し、エボリューション入りを表明して諏訪魔に受諾された。

### 諏訪魔脱退 - 復帰
2022年3月21日、大田区総合体育館大会でVOODOO-MURDERS（以下VM）が一夜限りの復活を果たし、諏訪魔も髪を赤く染め合流。この時は一時的であったが、5月25日に諏訪魔が本格的にVMに再加入し、エボリューションと決別した。以降は佐藤と田村の二人のみでユニットを継続していた。
しかし諏訪魔が2023年5月29日にVMを追放されると、同年6月9日の新日・全日・ノア合同興行「ALL TOGETHER AGAIN 元気があれば何でもできる!」の試合後に光留・田村と和解し、エボリューションに復帰した。

### 諏訪魔預かり
2024年6月頃から田村の言動の激しさが増し、7月15日のエボリューション自主興行における光留とのシングルマッチを最後に、己の道を歩むべくエボリューションを脱退。さらにメインイベント終了後、諏訪魔がエボリューションの全日本プロレスでの活動終了を宣言、自身で預かると発言し、実質的に休眠ユニットとなった。
その後諏訪魔はユニット「バカの時代」として、かねてより2023年の世界最強タッグにて半ば強引にコンビを組まされ、以降もいがみ合い互いにバカ呼ばわりしながらも「バカバカコンビ」として快進撃を続けてきた鈴木秀樹や光留のほか、青柳優馬・阿部史典・宮本裕向らが合流。しかし同年の世界最強タッグの前日記者会見にて、諏訪魔と鈴木がバカの時代の脱退とエボリューションの再スタートを宣言した。12月5日、バカの時代との公式戦で諏訪魔&鈴木組がリングアウト負けを喫し、リーグ戦脱落が決定。控室にて諏訪魔と鈴木がバカの時代と和解し、エボリューションは再び諏訪魔の一人ユニットに戻った。

## メンバー
- 諏訪魔（2013年7月 - 2022年5月25日、2023年6月9日 - ）

## 共闘メンバー
- 石川修司
  - 諏訪魔とのタッグチームは「暴走大巨人」と呼ばれていた（2021年1月2日解散[37]）。
  - 2019年7月13日、一日限定でエボリューション所属[38]。
- 芦野祥太郎
  - 諏訪魔は「エボリューションとEnfants Terriblesの同盟」と表現[39]。諏訪魔とのタッグチームは「暴走SUPLEX」と呼ばれている。
  - 諏訪魔の離脱後、一時的に共闘したものの加入は拒否し、GUNGNIR OF ANARCHYを結成した。
- アブドーラ・小林（大日本プロレス）
  - 田村のみ「トモダチ」と称しタッグを組んでいる。
- 永田裕志（新日本プロレス）
  - 2022年6月19日の大田区総合体育館大会より共闘。
- ミスターB（フリー）
  - 2024年7月15日のエボリューション自主興行『Evolution 6+バカの時代』横浜ラジアントホール大会にて登場したマスクマン。なお正体は雷陣明であり、リングアナウンサーからも雷神明としてコールされた[40]。

## 元メンバー
- 野村直矢（2015年12月6日 - 2016年7月30日）
- スーパータイガー（2016年7月16日 - 2017年1月28日）
- ジョー・ドーリング（2013年7月 - 2017年7月30日）
- 岡田佑介（2018年2月3日 - 2020年7月13日）
- 田村男児（2020年7月13日 - 2024年7月15日）
- 佐藤光留（2014年2月16日 - 2017年8月3日、2018年2月 - 2024年7月15日）
- レイパロマ（広島支部）（2016年8月20日 - 2024年7月15日）
- 鈴木秀樹（2024年11月8日 - 12月5日）
- 青木篤志（2014年7月27日 - ）
  - 没後も公式サイトでは青木の写真とエボリューションのロゴが掲載されていたが、2024年11月の公式サイトリニューアルによって写真が掲載されなくなった。

## 戦績
三冠ヘビー級王座
諏訪魔（第46代、第49代、第54代、第58代、第63代）
ジョー・ドーリング（第50代）
永田裕志（第69代）
世界タッグ王座
諏訪魔&ジョー・ドーリング（第66代）
諏訪魔&石川修司（第79代、第83代、第85代、第87代）
諏訪魔&芦野祥太郎（第89代）
諏訪魔&鈴木秀樹（第98代）
UNタッグ王座
諏訪魔&田村男児（第2代）
佐藤光留&鈴木秀樹（第3代）
全日本プロレスTV認定6人タッグ王座
諏訪魔&尾崎魔弓&雪妃魔矢（第7代）
世界ジュニアヘビー級王座
青木篤志（第37代、第39代、第47代、第51代）
佐藤光留（第40代、第43代、第61代）
田村男児（第67代）
インディペンデント・ワールド・ジュニアヘビー級王座
佐藤光留（第38代）
アジアタッグ王座
青木篤志&佐藤光留（第99代、第101代）
佐藤光留&田村男児（第114代、第123代）
世界最強タッグ決定リーグ戦
諏訪魔&ジョー・ドーリング（2013年優勝）
諏訪魔&宮原健斗（2015年優勝）
諏訪魔&石川修司（2017年、2019年優勝）
Jr. TAG BATTLE OF GLORY
青木篤志&佐藤光留（2014年、2015年、2016年優勝）
佐藤光留&岡田佑介（2019年優勝）
佐藤光留&田村男児（2020年優勝）
Jr. BATTLE OF GLORY
青木篤志（2016年優勝）
田村男児（2023年優勝）
王道トーナメント
諏訪魔（2016年、2017年、2021年優勝）
プロレス大賞
2017年度プロレス大賞 最優秀タッグチーム賞（諏訪魔＆石川修司）
2018年度プロレス大賞 最優秀タッグチーム賞（諏訪魔＆石川修司）
2019年度プロレス大賞 最優秀タッグチーム賞（諏訪魔＆石川修司）
2019年度プロレス大賞 功労賞（青木篤志）

## 主要連携技
エボリューション
旧称は、ラスト・レボリューション。諏訪魔が相手チームの1人にラスト・ライドを掛け、ジョー・ドーリングが相手チームのもう一方にレボリューション・ボムを掛け、二人同時に技を決めるというパワーボム系の両必殺技の共演。
柔術連携
これといって名称があるわけではないが、青木篤志&佐藤光留が2014年のJr. TAG BATTLE OF GLORYのために行った柔術特訓の連携。
SEKAI-SHIN
青木と佐藤のロープワークを駆使した連携。Xceed・潮崎豪&宮原健斗の「SHIN-SEKAI」をもじってつけた名前。